# Carolina Araujo
Carolina Araujo (sinh ngày 11 tháng 6 năm 1971) là một vận động viên bơi lội Mozambique. Bà đã tham gia ba nội dung tại Thế vận hội Mùa hè 1988.